# Moonlighting (televisieserie)
Moonlighting is een Amerikaanse televisieserie, die oorspronkelijk op ABC (V.S.) werd uitgezonden van 1985 tot 1989 met een totaal van 66 afleveringen. In Nederland was de serie te zien bij Veronica. De hoofdrollen worden vertolkt door Bruce Willis en Cybill Shepherd. De serie is een mengvorm van drama, komedie en romantiek.
De serie wordt beschouwd als het begin van de carrière van Bruce Willis. Tevens betekende de serie voor Cybill Shepherd een heropleving van haar carrière. De serie werd geïntroduceerd met een anderhalf uur durende televisiefilm.

## Opzet
De serie draait om twee privédetectives, Madeline "Maddie" Hayes en David Addison, die samen een eigen kantoor genaamd Blue Moon Detective Agency runnen. Elke aflevering wordt het duo ingehuurd om een nieuwe zaak te onderzoeken.

## Rolverdeling
- Cybill Shepherd als Maddie Hayes: een voormalig model, die door zwendel van haar accountant al haar geld is kwijtgeraakt. Ze is hierdoor gedwongen een baantje te nemen als privé-detective. Ze gebruikt haar voormalige status als beroemdheid om klanten te lokken.
- Bruce Willis als David Addison: Hayes’ partner.
- Allyce Beasley als Agnes DiPesto: de receptionist van Blue Moon Detective Agency. Ze beantwoordt de telefoon altijd op rijm.
- Curtis Armstrong als Burt Viola: een uitzendkracht die werkt bij Blue Moon. Hij krijgt later promotie tot juniordetective.
- Jack Blessing als MacGillicudy: een medewerker van Blue Moon. Hij is een rivaal van Burt als het aankomt op een relatie met Agnes.

## Achtergrond
De serie werd bedacht door Glenn Gordon Caron, een van de producers van Remington Steele. Moonlighting werd een van de eerst succesvolle komedie-dramaseries op de Amerikaanse televisie. Tevens was het een van slechts 3 shows die door een televisienetwerk zelf werd geproduceerd. De andere twee waren Punky Brewster en The Twilight Zone.
De titelsong van de serie werd ingezongen door jazz-zanger Al Jarreau, en werd een grote hit. De productie van de serie verliep niet altijd even soepel; zo waren er geregeld spanningen tussen Willis en Shepherd. Dit was de reden dat het personage Burt werd geïntroduceerd, zodat de focus van een aflevering ook deels op hem kon komen te liggen.
In de loop der jaren hebben verschillende bekende acteurs een gastrol in de serie gehad. De serie is verder bekend om het feit dat regelmatig de vierde wand wordt doorbroken, en gebruik wordt gemaakt van fantasy-elementen zoals droomscènes.
De serie was bij aanvang een grote hit. Na aflevering 14 van seizoen 3 nam de populariteit echter af, waarin Maddie en David openlijk hun relatie bekendmaakten. In seizoen vier kregen Willis en Shepherd veel minder schermtijd. Bovendien verliet Glenn Caron de serie vanwege onenigheid met de producers. In 1989 werd de serie stopgezet.

## Prijzen en nominaties
“Moonlighting” won meerdere Emmy Awards, waaronder voor beste regie, beste acteur/actrice en beste kostuums.
Verder won de serie meerdere People's Choice Awards, Golden Globes en Directors Guild of America Awards